# الحسيني (تبن)

تعديل مصدري - تعديل

الحسيني هي إحدى قرى عزلة الحوطة بمديرية تبن التابعة لمحافظة لحج، بلغ تعداد سكانها 268 نسمة حسب تعداد اليمن لعام 2004.